# Ravno (gmina Krško)
Ravno – wieś w Słowenii, w gminie Krško. W 2018 roku liczyła 88 mieszkańców.